# Bernhard Stomporowski
Bernhard Stomporowski (* 19. Mai 1966 in Braunschweig) ist ein ehemaliger deutscher Ruderer. Er war dreimal Weltmeister in Leichtgewichtsklassen. Er ist mit Katrin Rutschow-Stomporowski verheiratet.